# Lyctus chilensis
Lyctus chilensis is een keversoort uit de familie boorkevers (Bostrichidae). De wetenschappelijke naam van de soort is voor het eerst geldig gepubliceerd in 1957 door Gerberg.